# 마라카스

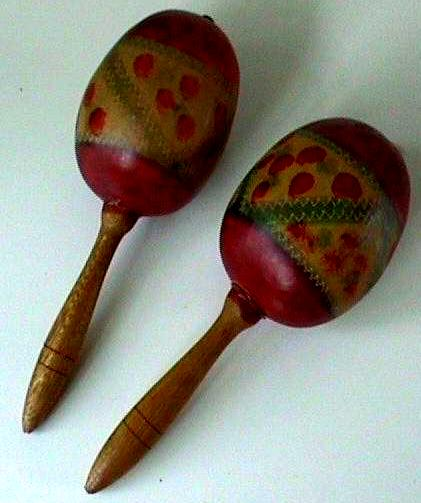
마라카스

마라카스(스페인어: maracas ← 과라니어: mbaracás에서 비롯함)란 원래 야자의 일종이며 원래는 그 열매를 말려서 굳어진 외피 속에 남은 씨알을 흔들어 소리를 내었다. 오늘에 와서는 외피나 종자에 해당하는 것을 목재나 유리, 금속 등으로 사람의 힘으로 만든 손잡이를 붙인 것이 보통이다. 중남미 지방의 민족음악 또는 룸바, 콩가, 볼레로 등 경음악에서는 뺄 수 없는 악기이며 연주자는 좌우 양손에 음율이 다른 한 쌍을 가지고 연주한다.